# Christine Beier (Blaudruckerin)
Christine Beier (* 19. März 1946 in Zwickau) ist eine deutsche Blaudruckerin und Textildesignerin.

## Leben und Werk
Christine Beier absolvierte bis 1963 die Erweiterte Oberschule und arbeitete nach dem Abitur von bis 1969 als Klischeezeichnerin. Von 1969 bis 1972 studierte sie mit dem Abschluss als Diplom-Designerin in der Fachrichtung Textildruck an der Fachschule für angewandte Kunst Schneeberg. Danach war sie bis 1973 Druckentwerferin im zentralen Atelier Lengenfeld der Vereinigung Volkseigener Betriebe (VVB) Plauener Gardine. Seitdem arbeitete sie freischaffend in Schwarzenberg als Blaudruckerin. In der DDR wurde ein großer Teil ihrer Arbeiten über den Staatlichen Kunsthandel vertrieben.
Christine Beier war ab 1973 Kandidatin und von 1976 bis 1990 Mitglied des Verbands Bildender Künstler der DDR und ist Mitglied des Bundesverbands Bildender Künstlerinnen und Künstler. Sie hatte in der DDR seit 1978 eine bedeutende Zahl von Einzelausstellungen und war an wichtigen Ausstellungen beteiligt.
Christine Beier war mit dem Holzbildhauer Jörg Beier verheiratet. Ihre Tochter Lydia Schönberg (* 1965) ist Fotografin.

## Ausstellungen (unvollständig)

### Einzelausstellungen seit der deutschen Wiedervereinigung
- 2016: Schwarzenberg, Museum Perla Castrum im Schloss Schwarzenberg („Das Blau des Himmels“)

### Teilnahme an zentralen und wichtigen regionalen Ausstellungen in der DDR
- 1974, 1979 und 1985: Karl-Marx-Stadt, Bezirkskunstausstellungen
- 1974: Erfurt, IGA-Gelände („I. Quadriennale des Kunsthandwerks sozialistischer Länder“)
- 1977/1978 und 1982/1983: Dresden, VIII. und IX. Kunstausstellung der DDR
- 1981: Karl-Marx-Stadt, Ausstellungshalle 2 am Schlossteich („Junge Künstler der DDR ´81“)